# Transylvania Open 2022
Transylvania Open 2022 a fost un turneu de tenis feminin jucat în interior pe terenuri cu suprafață dură. A fost a doua ediție a Transylvania Open și a făcut parte din seria turneelor WTA 250 a Circuitului WTA 2022. A avut avut loc la BT Arena din Cluj-Napoca, România, în perioada 8–16 octombrie 2022.
Bugetul pentru evenimentul disputat la categoria WTA 250 a fost de 251.750 $. Barbora Krejcikova, principala favorită a turneului, s-a retras în ziua în care a început turneul, acuzând o accidentare la încheietură, după ce cu o seară mai înainte, la Ostraba Open, a învins-o în finală pe Iga Świątek, numărul unu mondial. De la turneu, s-au mai retras pe ultima sută de metri Irina Begu  și Emma Răducanu.  Interviurile de pe teren au fost realizate de Horia Tecău, căpitan al echipei României Billie Jean King Cup.

## Campioane

### Simplu
Pentru mai multe informații consultați Transylvania Open 2022 – Simplu

### Dublu
Pentru mai multe informații consultați Transylvania Open 2022 – Dublu

## Puncte și premii în bani

### Distribuția punctelor
| Probă  | C   | F   | SF  | QF | Rundă 16 echipe | Rundă 32 echipe | Q   | Q3  | Q2  | Q1  |
| Simplu | 280 | 180 | 110 | 60 | 30              | 1               | 18  | 14  | 10  | 1   |
| Dublu  | 280 | 180 | 110 | 60 | 1               | N/A             | N/A | N/A | N/A | N/A |

### Premii în bani
| Probă  | C        | F        | SF       | QF      | Rundă 16 echipe | Rundă 32 echipe | Q2      | Q1      |
| Simplu | 33.200 $ | 19.750 $ | 11.000 $ | 6.200 $ | 3.800 $         | 2.725 $         | 2.000 $ | 1.300 $ |
| Dublu* | 12.000 $ | 6.700 $  | 3.950 $  | 2.350 $ | 1.800 $         | N/A             | N/A     | N/A     |

*per echipă